# 도도부현

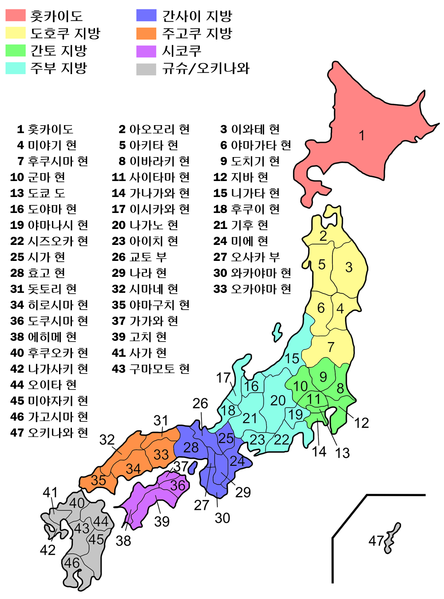
도도부현 지도.

도도부현(일본어: 都道府県, とどうふけん 도도후켄 / 토도우후켄[*], 영어: Prefectures of Japan)은 일본의 광역지방공공단체인 도(都 토[*]), 도(道 도우[*]), 부(府 후[*]), 현(県 켄[*], 나머지 43개)을 묶어 이르는 말이다. 시정촌과 함께 보통지방공공단체에 속한다.
기초자치체인 시정촌을 포괄하여 광역적 사무를 처리한다. 총 47개의 도도부현이 있으며 의결기관인 의회, 집행기관인 지사를 둔다. 조례와 규칙을 제정하며 지방세·부담금 등을 부과·징수하고 지방채를 발행하는 권능을 가진다. 행정사무를 처리하는 중추가 되는 조직과 청사를 도도부현청이라 하는데 도도부현청 소재지의 명칭은 도도부현의 명칭과 같은 경우도 있고 다른 경우도 있다.
도(都)는 다른 도부현과 달리 시정촌 외에도 특별구를 두고 있으며 특별구에 대해 도는 일정한 조정 권한을 가지고 있다는 점이 특색이다. 도(道)는 「지방자치법」상 부현과 같은 취급을 받지만 「경찰법」, 「하천법」, 「도로법」 등에서 차이를 보인다. 부와 현은 법률상 차이는 없고 명칭의 차이가 생긴 건 대체로 역사적인 이유에서 기원한다.
도쿄도를 제외한 도부현(道府県), 혹은 홋카이도를 제외한 도부현(都府県)이라는 표현도 자주 사용된다.

## 역사

### 메이지 시대
에도 시대는 막번체제로 대변되는 영국(領国) 지배·분할 통치가 이루어졌지만 메이지 유신 이후 단계적으로 중앙집권 체제가 확립되기 시작했다. 1871년에 단행된 폐번치현을 전후로 한 시기에 설치된 부(府), 현(県), 청(庁), 도(都)은 모두 일본 내무성 소관으로 내무성에서 파견된 관선 지사가 행정을 관장하는 국가의 지방행정기관에 해당했다. 다만 민선 의회가 설치되어 어느 정도 지방자치가 이루어지기도 했다.

#### 부와 현
1868년 에도 막부의 직할령이 모두 메이지 신정부의 직할령으로 편입됐다. 정부는 삼도(三都, 에도·오사카·교토)와 개항 5항(하코다테·나가사키·요코하마·고베·니가타) 등 중요 지역에 부를 설치했고 나머지 지역엔 현을 뒀으며 번은 존치했다. 부와 현에는 지사가 파견됐으며 번은 여전히 다이묘가 통치했다.
1869년 9월 1일 제후들이 판적봉환을 청하자 이것이 받아들여져 전국의 모든 다이묘들은 일제히 번지사로 신분이 바뀌었다. 번지사들은 영지와 영민에 대한 통치권을 모두 일본의 천황에게 반환했지만 여전히 번에 대한 통치권을 보유했기에 실질적으로 명칭만 바뀐 것에 불과했다. 이 시기를 부번현 체제라 한다. 29일 발령된 태정관 포고에 따라 교토부·도쿄부·오사카부만 존치하고 가나가와부·니가타부·에치고부·가이부·와타라이부·나라부·하코다테부·나가사키부는 모두 현으로 바뀌었다.
1871년 8월 29일 폐번치현이 단행돼 남아 있던 번들도 모두 현이 되었고 이로써 전국이 메이지 정부의 직할령으로 변모했다. 이 무렵의 행정 구역은 1사 3부 302현이었다. 아직까진 에도 시대의 막번체제가 그대로 답습되고 있었기에 월경지가 전국 각지에 퍼져 있어 부현 행정에 상당한 지장을 초래했다. 이에 12월 제1차 부현통합을 추진해 302현을 72현으로 줄이고 월경지도 정리했다.
1876년에 제2차 부현통합이 추진돼 72현을 37현으로 줄였지만 각지에서 분할 운동이 일어나 결과적으로 43현이 되었다. 1878년에는 「군구정촌 편제법」, 「부현회 규칙」, 「지방세 규칙」, 「부현관 직제」를, 1889년~1890년에는 「시제」, 「정촌제」, 「군제」, 「부현제」를 제정하는 것으로 지방 제도가 정비되어갔다. 또한 1888년 에히메현에서 가가와현이 분리된 것을 끝으로 1943년까지 부현의 합병과 분할도 이루어지지 않았다. 이 때 현의 개수는 총 43개였다.

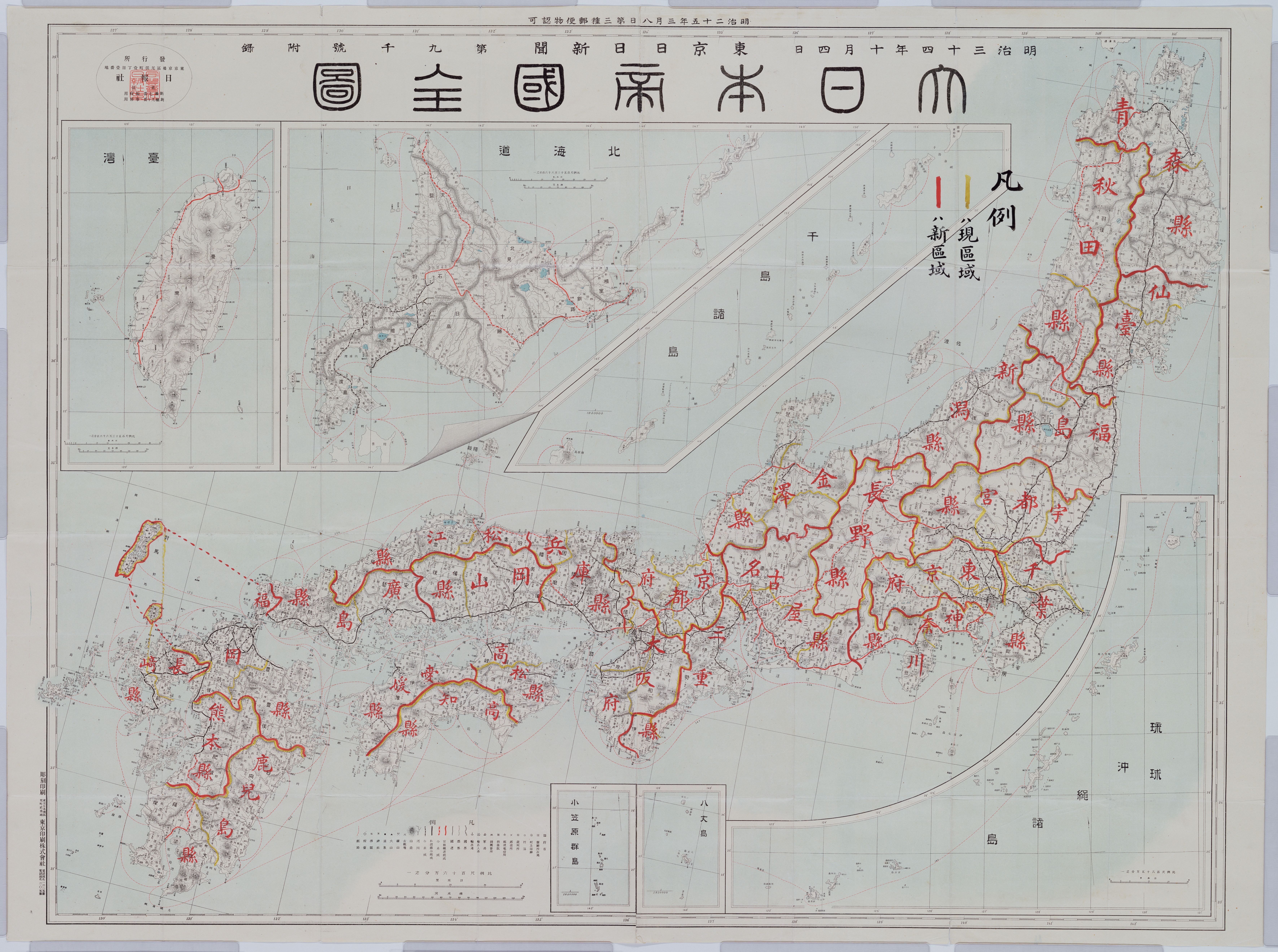
28도부현의 구상도. 붉은 선이 새로운 부현의 경계고 노란 선은 기존 부현의 경계다.

1902년 내무부는 19개의 현을 폐지하여 도부현의 수를 28개로 줄이고자 했다. 1903년 11월 제1차 가쓰라 내각은 이를 각의결정했고 다음 해 4월에 시행하고자 했지만 다음 달에 중의원이 해산하고 다시 2개월 뒤에는 러일 전쟁이 일어나면서 법률안을 의회에 제출조차 하지 못한 채 불발로 그쳤다.
폐번치현 이후 현의 수장은 지현사에서 현령으로, 부의 수장은 지부사에서 지사로 개칭됐다. 그러다가 1886년부터 모두 지사로 명칭을 통일했다. 이들은 모두 내무성에서 파견된 관료들이었지만 「부현회 규칙」에 근거해 설치된 민선 부현회의 견제를 받아야 했다. 부현은 칙령인 「지방관 관제」에 따라 국가의 지방행정관청이면서 동시에 법률인 「부현제」에 따라 지방자치체이기도 했던 셈이다.
1889년 「시제」가 제정되면서 시장이 아닌 시회가 시를 대표하게 됐다. 현에 속한 시는 그나마 시회가 추천한 시장이 존재했지만 부에 속한 시는 시장이 존재하지 않아 지사가 그 역할을 겸임했다. 부에 속한 시에 시장이 탄생한 건 1898년 10월의 일이다.

#### 청
홋카이도에는 1869년 7월 개척사가 처음 파견되면서 일본의 지방 행정에 본격적으로 편입됐다. 오시마국의 일부는 폐번치현으로 성립한 다테현에 흡수되어 아오모리현의 일부가 되었다가 나중에 개척사로 이관됐다. 1882년에는 개척사를 폐지하고 하코다테현, 삿포로현, 네무로현을 설치했다가 1886년 홋카이도청으로 통합했다.
이 당시의 홋카이도는 어디까지나 지역 호칭이었을 뿐 도(道)라는 행정 구역 단위가 존재하는 것은 아니었다. 따라서 지방행정관청으로서 다른 부현과 함께 언급할 때는 청부현으로 표현해야 한다.
1886년 「홋카이도청 관제」가 공포되면서 홋카이도청 장관은 다른 부현지사에 상응하는 관직이 되었다. 1901년에는 「홋카이도회법」이 공포되면서 의회가 만들어지고 함께 공포된 「홋카이도 지방비법」에 따라 홋카이도 지방비라는 법인격을 가진 지방자치체가 되었다. 다만 홋카이도회는 부현회에 비해 의회로서의 권한이 많지 않았다.
1907년에는 사할린섬 남부를 통치하던 가라후토 민정서를 폐지하고 가라후토청을 만들면서 청의 수는 2개가 되었다.

### 쇼와 시대
1880년대에 정비된 부현은 이후 큰 변동을 거치지 않았다. 그러다가 제2차 세계 대전이 한창이던 1943년 「도쿄도제」의 반포와 함께 도쿄부와 도쿄시가 통합되어 도쿄도가 탄생했다. 도쿄도의 수장은 장관이라 불렀다. 「도쿄도제」에 따라 도쿄도의회가 만들어지고 옛 도쿄시는 도쿄도 구부로 재편된 뒤 각 구마다 구회가 설치되었다. 하지만 구는 시와 달리 자치권을 가지고 있지 않았다.
전쟁이 끝난 뒤인 1946년 9월 「홋카이도회법」과 「홋카이도 지방비법」을 폐지하여 「부현제」로 흡수하여 「도부현제」로 명칭이 바뀌었다. 그리고 개정법의 부칙에 따라 홋카이도 지방비라 불리던 자치체는 홋카이도가 되었다.
1947년 5월 3일에는 「지방자치법」이 시행되면서 「홋카이도청 관제」도 폐지되어 홋카이도청이 사라지고 보통지방공공단체의 하나인 홋카이도가 탄생했다. 이때부터 일본의 행정 구역을 나타내는 도도부현이 완전히 성립하게 되었다.
가라후토청은 1946년 6월 1일 「국가행정조직법」이 개정되면서 폐지되었지만 사실상 1945년 소련에 반환되었을 때 실질적으로 소멸했다.

### 「지방자치법」 시행 이후
「일본국 헌법」의 위임을 받아 제정된 「지방자치법」에 따라 도도부현은 종래의 중앙정부의 하부기관에서 벗어나 시정촌처럼 보통지방공공단체로 규정되었다. 의회 의원들뿐 아니라 지사도 모두 선거로 선출하는 것으로 바뀌었다. 다만 최초로 진행된 지사 선거는 아직 「지방자치법」이 발효되기 전이었기에 「도부현제」와 「도쿄도제」를 개정하여 직선제를 시행했으며 오키나와현은 미국의 시정하에 편입되었기에 선거가 이루어지지 않았다.
지방자치가 확대되었지만 도도부현은 여전히 기관위임사무를 수행하고 있어 일정 부분 한계가 있었다. 이러한 기관위임사무는 2000년에 와서야 폐지되었다.
다만 「지방자치법」 자체에는 도도부현이라는 행정 구역의 단위가 명기되어 있지 않으며 '지방공공단체의 명칭은 종래의 명칭을 따른다'는 제3조제1항의 규정만 있을 뿐이다. 또한 도(都)는 단순한 명칭이 아니고 다른 도부현과 다른 성격을 가지고 있는데 이는 도의 산하에 특별구가 설치되어 있기 때문이다.
오키나와현은 1945년(정확히는 샌프란시스코 강화조약이 발효된 1952년)부터 1972년까지 일본이 아닌 미국의 통치를 받았다. 이 시기 오키나와현의 취급은 미묘한 점이 있어 일본 국회는 오키나와현을 류큐 정부나 난세이 제도라 칭했고 도도부현의 수에서도 오키나와현은 빠져 있었다. 이후 1972년 오키나와 반환이 실현된 후에 지금의 47도도부현이 완성됐다.

### 도도부현 수의 추이와 연표
| 날짜                           | 도도부현의 수          | 비고                                                                                | 제도                               |
| ------------------------------ | ---------------------- | ----------------------------------------------------------------------------------- | ---------------------------------- |
| 1868년 8월 2일                 | (2부)                  | 최초의 부현인 하코다테부와 교토부 설치 이후 순차적으로 부현이 설치됨                | 부번현 3체제                       |
| 1869년 9월 20일                |                        | 개척사 설치                                                                         | 부번현 3체제                       |
| 1871년 8월 29일                | 305개(3부 302현)       | 폐번치현. 홋카이도 일부를 제외한 전국에 부현이 설치됨                               | 폐번치현 및 부현통합에 의한 이행기 |
| 1872년 1월 2일                 | 75개(3부 72현)         | 제1차 부현통합 종료                                                                 | 폐번치현 및 부현통합에 의한 이행기 |
| 1875년 12월 20일               | 62개(3부 59현)         | 제2차 부현통합 직전                                                                 | 폐번치현 및 부현통합에 의한 이행기 |
| 1876년 8월 21일                | 38개(3부 35현)         | 제2차 부현통합 종료                                                                 | 폐번치현 및 부현통합에 의한 이행기 |
| 1879년 4월 4일                 | 39개(3부 36현)         | 오키나와현 설치                                                                     | 폐번치현 및 부현통합에 의한 이행기 |
| 1880년 3월 2일                 | 40개(3부 37현)         | 도쿠시마현 분리                                                                     | 폐번치현 및 부현통합에 의한 이행기 |
| 1881년 2월 7일                 | 40개(3부 37현)         | 사카이현 통합, 후쿠이현 분리                                                        | 폐번치현 및 부현통합에 의한 이행기 |
| 1881년 9월 12일                | 41개(3부 38현)         | 돗토리현 분리                                                                       | 폐번치현 및 부현통합에 의한 이행기 |
| 1882년 2월 8일                 | 44개(3부 41현)         | 개척사를 하코다테현, 삿포로현, 네무로현으로 분리                                    | 폐번치현 및 부현통합에 의한 이행기 |
| 1883년 5월 9일                 | 47개(3부 44현)         | 도야마현, 사가현, 미야자키현 분리                                                   | 폐번치현 및 부현통합에 의한 이행기 |
| 1886년 1월 26일                | 45개(3부 41현 1청)     | 하코다테현, 삿포로현, 네무로현을 홋카이도청으로 통합                                | 폐번치현 및 부현통합에 의한 이행기 |
| 1887년 11월 4일                | 46개(3부 42현 1청)     | 나라현 분리                                                                         | 폐번치현 및 부현통합에 의한 이행기 |
| 1888년 12월 3일                | 47개(3부 43현 1청)     | 가가와현 분리                                                                       | 폐번치현 및 부현통합에 의한 이행기 |
| 1891년 7월 1일~ 1899년 7월 1일 | 47개(3부 43현 1청)     | 「부현제」 시행. 홋카이도청과 오키나와현을 제외한 3부 42현이 자치체로 규정됨        | 부현제                             |
| 1901년                         | 47개(3부 43현 1청)     | 홋카이도청에 「홋카이도회법」과 「홋카이도 지방비법」이 시행돼 자치체격을 가지게 됨 | 부현제                             |
| 1909년 4월 1일                 | 47개(3부 43현 1청)     | 오키나와현에 부현제 시행                                                            | 부현제                             |
| 1943년 1월 20일                | 48개(3부 43현 2청)     | 가라후토청이 내지에 편입됨                                                          | 부현제                             |
| 1943년 7월 1일                 | 48개(1도 2부 43현 2청) | 도쿄부가 도쿄도로 전환됨                                                            | 부현제                             |
| 1945년                         | 46개(1도 2부 42현 1청) | 오키나와현이 미국의 시정하에 놓임. 가라후토청이 소련에 편입됨                       | 부현제                             |
| 1946년 11월 15일               | 46개(1도 1도 2부 42현) | 홋카이도청이 홋카이도로 전환됨                                                      | 부현제                             |
| 1947년 5월 3일                 | 46개(1도 1도 2부 42현) | 「지방자치법」이 시행되면서 도도부현이 보통지방공공단체로 규정됨                    | 「지방자치법」하                   |
| 1972년 5월 15일                | 47개(1도 1도 2부 43현) | 오키나와 반환                                                                       | 「지방자치법」하                   |
| 현재                           | 47개(1도 1도 2부 43현) | -                                                                                   | 「지방자치법」하                   |

## 폐치분합
도도부현을 합병하거나 신설하는 것을 아울러 폐치분합이라 한다. 총 네 가지의 구분법이 있는데 여러 개의 도도부현을 폐지한 뒤 하나의 도도부현을 설치하는 것을 합체, 하나의 도도부현을 폐지한 뒤 다른 도도부현의 구역으로 흡수하는 것을 편입, 하나의 도도부현을 폐지한 뒤 하나 이상의 도도부현을 신설하는 것을 분할, 도도부현의 일부를 분리해 하나 이상의 도도부현을 신설하는 것을 분립이라 한다.
도도부현을 폐지하거나 신설하지 않고 단순히 구역만을 바꾸거나 시정촌의 소속을 옮기는 것은 경계변경으로 폐치분합과는 다른 개념으로 사용된다.
폐치분합을 위해선 관계된 모든 도도부현에서 주민투표를 시행해 각각 과반수 찬성을 얻어야만 한다. 다만 합체와 편입의 경우에는 관계 도도부현의회의 의결로 신청한 뒤 국회의 승인을 거쳐 내각이 동의하는 것으로 간단하게 절차를 마칠 수 있다.
폐치분합의 과정에서 사라지는 도도부현은 의회 의원과 지사가 모두 그 직을 잃게 되고 신설되는 도도부현은 즉시 의회 의원과 지사를 선출해야 한다. 편입·분할하는 경우는 그 직을 잃지 않고 선거도 새로 시행하지 않는다.
서로 다른 도도부현에 속한 시정촌이 합체할 경우에는 관계된 모든 도도부현과 시정촌에서 의회 의결을 거친 뒤 총무상의 동의를 받아야 한다.

### 도도부현별 자료
- 도쿄도의 도청 소재지는 신주쿠구로 표기하는 경우도 있다.
- 최대 도시는 도도부현별 인구가 가장 많은 도시를 말한다. 도쿄도는 구별 기준이다.
- 인구와 인구 밀도는 2020년 10월 1일에 시행된 국세조사 기준이며 면적은 같은 해 공표된 전국 도도부현·시구정촌별 면적조 기준이다. 홋포 지역은 제외되어 있다.
- 시정촌 수는 마지막 변경이 있었던 2014년 4월 5일 기준이다. 정령지정도시의 행정구와 홋포 지역은 제외하였고 도쿄도의 특별구는 포함하였다.
- 의원 정수는 2022년 7월 기준이다. ※ 돗토리현과 시마네현, 도쿠시마현과 고치현의 참의원 의원 선거구가 합구로 정수는 모두 2석이다.

| 도도부현   | 일본어 표기            | 기         | 도도부현청 소재지 | 최대 도시    | 지방     | 인구 (명)  | 면적 (km2) | 인구 밀도 (명/km2) | 시정촌의 수 | ISO / JIS 번호 | 의원 정수 중의원 / 참의원 |
| ---------- | ---------------------- | ---------- | ----------------- | ------------ | -------- | ---------- | ---------- | ------------------ | ----------- | -------------- | ------------------------- |
| 홋카이도   | 北海道, ほっかいどう   | 홋카이도   | 삿포로시          | 삿포로시     | 홋카이도 | 5,224,614  | 83,424.44  | 66.6               | 179         | 01             | 12 / 6                    |
| 아오모리현 | 青森県, あおもりけん   | 아오모리현 | 아오모리시        | 아오모리시   | 도호쿠   | 1,237,984  | 9,645.64   | 128.4              | 40          | 02             | 03 / 2                    |
| 이와테현   | 岩手県, いわてけん     | 이와테현   | 모리오카시        | 모리오카시   | 도호쿠   | 1,210,534  | 15,275.01  | 79.3               | 33          | 03             | 03 / 2                    |
| 미야기현   | 宮城県, みやぎけん     | 미야기현   | 센다이시          | 센다이시     | 도호쿠   | 2,301,996  | 7,282.29   | 316.1              | 35          | 04             | 06 / 2                    |
| 아키타현   | 秋田県, あきたけん     | 아키타현   | 아키타시          | 아키타시     | 도호쿠   | 959,502    | 11,637.52  | 82.5               | 25          | 05             | 03 / 2                    |
| 야마가타현 | 山形県, やまがたけん   | 야마가타현 | 야마가타시        | 야마가타시   | 도호쿠   | 1,068,027  | 9,323.15   | 114.6              | 35          | 06             | 03 / 2                    |
| 후쿠시마현 | 福島県, ふくしまけん   | 후쿠시마현 | 후쿠시마시        | 고리야마시   | 도호쿠   | 1,833,152  | 13,784.14  | 133.0              | 59          | 07             | 05 / 2                    |
| 이바라키현 | 茨城県, いばらきけん   | 이바라키현 | 미토시            | 미토시       | 간토     | 2,867,009  | 6,097.39   | 470.2              | 44          | 08             | 07 / 4                    |
| 도치기현   | 栃木県, とちぎけん     | 도치기현   | 우쓰노미야시      | 우쓰노미야시 | 간토     | 1,933,146  | 6,408.09   | 301.7              | 25          | 09             | 05 / 2                    |
| 군마현     | 群馬県, ぐんまけん     | 군마현     | 마에바시시        | 다카사키시   | 간토     | 1,939,110  | 6,362.28   | 304.8              | 35          | 10             | 05 / 2                    |
| 사이타마현 | 埼玉県, さいたまけん   | 사이타마현 | 사이타마시        | 사이타마시   | 간토     | 7,344,765  | 3,797.75   | 1,934.0            | 63          | 11             | 15 / 8                    |
| 지바현     | 千葉県, ちばけん       | 지바현     | 지바시            | 지바시       | 간토     | 6,284,480  | 5,157.57   | 1,218.5            | 54          | 12             | 13 / 6                    |
| 도쿄도     | 東京都, とうきょうと   | 도쿄도     | 도쿄 (신주쿠구)   | 세타가야구   | 간토     | 14,047,594 | 2,194.03   | 6,402.6            | 62          | 13             | 25 / 12                   |
| 가나가와현 | 神奈川県, かながわけん | 가나가와현 | 요코하마시        | 요코하마시   | 간토     | 9,237,337  | 2,416.11   | 3,823.2            | 33          | 14             | 18 / 8                    |
| 니가타현   | 新潟県, にいがたけん   | 니가타현   | 니가타시          | 니가타시     | 주부     | 2,201,272  | 12,583.96  | 174.9              | 30          | 15             | 06 / 2                    |
| 도야마현   | 富山県, とやまけん     | 도야마현   | 도야마시          | 도야마시     | 주부     | 1,034,814  | 4,247.58   | 243.6              | 15          | 16             | 03 / 2                    |
| 이시카와현 | 石川県, いしかわけん   | 이시카와현 | 가나자와시        | 가나자와시   | 주부     | 1,132,526  | 4,186.21   | 270.5              | 19          | 17             | 03 / 2                    |
| 후쿠이현   | 福井県, ふくいけん     | 후쿠이현   | 후쿠이시          | 후쿠이시     | 주부     | 766,863    | 4,190.52   | 183.0              | 17          | 18             | 02 / 2                    |
| 야마나시현 | 山梨県, やまなしけん   | 야마나시현 | 고후시            | 고후시       | 주부     | 809,974    | 4,465.27   | 181.4              | 27          | 19             | 02 / 2                    |
| 나가노현   | 長野県, ながのけん     | 나가노현   | 나가노시          | 나가노시     | 주부     | 2,048,011  | 13,561.56  | 151.0              | 77          | 20             | 05 / 2                    |
| 기후현     | 岐阜県, ぎふけん       | 기후현     | 기후시            | 기후시       | 주부     | 1,978,742  | 10,621.29  | 186.3              | 42          | 21             | 05 / 2                    |
| 시즈오카현 | 静岡県, しずおかけん   | 시즈오카현 | 시즈오카시        | 하마마쓰시   | 주부     | 3,633,202  | 7,777.35   | 467.2              | 35          | 22             | 08 / 4                    |
| 아이치현   | 愛知県, あいちけん     | 아이치현   | 나고야시          | 나고야시     | 주부     | 7,542,415  | 5,173.07   | 1,458.0            | 54          | 23             | 15 / 8                    |
| 미에현     | 三重県, みえけん       | 미에현     | 쓰시              | 욧카이치시   | 긴키     | 1,770,254  | 5,774.49   | 306.6              | 29          | 24             | 04 / 2                    |
| 시가현     | 滋賀県, しがけん       | 시가현     | 오쓰시            | 오쓰시       | 긴키     | 1,413,610  | 4,017.38   | 351.9              | 19          | 25             | 04 / 2                    |
| 교토부     | 京都府, きょうとふ     | 교토부     | 교토시            | 교토시       | 긴키     | 2,578,087  | 4,612.20   | 559.0              | 26          | 26             | 06 / 4                    |
| 오사카부   | 大阪府, おおさかふ     | 오사카부   | 오사카시          | 오사카시     | 긴키     | 8,837,685  | 1,905.32   | 4,638.4            | 43          | 27             | 19 / 8                    |
| 효고현     | 兵庫県, ひょうごけん   | 효고현     | 고베시            | 고베시       | 긴키     | 5,465,002  | 8,401.02   | 650.5              | 41          | 28             | 12 / 6                    |
| 나라현     | 奈良県, ならけん       | 나라현     | 나라시            | 나라시       | 긴키     | 1,324,473  | 3,690.94   | 358.8              | 39          | 29             | 03 / 2                    |
| 와카야마현 | 和歌山県, わかやまけん | 와카야마현 | 와카야마시        | 와카야마시   | 긴키     | 922,584    | 4,724.65   | 195.3              | 30          | 30             | 03 / 2                    |
| 돗토리현   | 鳥取県, とっとりけん   | 돗토리현   | 돗토리시          | 돗토리시     | 주고쿠   | 553,407    | 3,507.14   | 157.8              | 19          | 31             | 02 / ※                    |
| 시마네현   | 島根県, しまねけん     | 시마네현   | 마쓰에시          | 마쓰에시     | 주고쿠   | 671,126    | 6,707.89   | 100.1              | 19          | 32             | 02 / ※                    |
| 오카야마현 | 岡山県, おかやまけん   | 오카야마현 | 오카야마시        | 오카야마시   | 주고쿠   | 1,888,432  | 7,114.33   | 265.4              | 27          | 33             | 05 / 2                    |
| 히로시마현 | 広島県, ひろしまけん   | 히로시마현 | 히로시마시        | 히로시마시   | 주고쿠   | 2,799,702  | 8,479.65   | 330.2              | 23          | 34             | 07 / 4                    |
| 야마구치현 | 山口県, やまぐちけん   | 야마구치현 | 야마구치시        | 시모노세키시 | 주고쿠   | 1,342,059  | 6,112.54   | 219.6              | 19          | 35             | 04 / 2                    |
| 도쿠시마현 | 徳島県, とくしまけん   | 도쿠시마현 | 도쿠시마시        | 도쿠시마시   | 시코쿠   | 719,559    | 4,146.75   | 173.5              | 24          | 36             | 02 / ※                    |
| 가가와현   | 香川県, かがわけん     | 가가와현   | 다카마쓰시        | 다카마쓰시   | 시코쿠   | 950,244    | 1,876.78   | 506.3              | 17          | 37             | 03 / 2                    |
| 에히메현   | 愛媛県, えひめけん     | 에히메현   | 마쓰야마시        | 마쓰야마시   | 시코쿠   | 1,334,841  | 5,676.19   | 235.2              | 20          | 38             | 04 / 2                    |
| 고치현     | 高知県, こうちけん     | 고치현     | 고치시            | 고치시       | 시코쿠   | 691,527    | 7,103.63   | 97.4               | 34          | 39             | 02 / ※                    |
| 후쿠오카현 | 福岡県, ふくおかけん   | 후쿠오카현 | 후쿠오카시        | 후쿠오카시   | 규슈     | 5,135,214  | 4,986.51   | 1,029.8            | 60          | 40             | 11 / 6                    |
| 사가현     | 佐賀県, さがけん       | 사가현     | 사가시            | 사가시       | 규슈     | 811,442    | 2,440.69   | 332.5              | 20          | 41             | 02 / 2                    |
| 나가사키현 | 長崎県, ながさきけん   | 나가사키현 | 나가사키시        | 나가사키시   | 규슈     | 1,312,317  | 4,130.98   | 317.7              | 21          | 42             | 04 / 2                    |
| 구마모토현 | 熊本県, くまもとけん   | 구마모토현 | 구마모토시        | 구마모토시   | 규슈     | 1,738,301  | 7,409.46   | 234.6              | 45          | 43             | 04 / 2                    |
| 오이타현   | 大分県, おおいたけん   | 오이타현   | 오이타시          | 오이타시     | 규슈     | 1,123,852  | 6,340.76   | 177.2              | 18          | 44             | 03 / 2                    |
| 미야자키현 | 宮崎県, みやざきけん   | 미야자키현 | 미야자키시        | 미야자키시   | 규슈     | 1,069,576  | 7,735.22   | 138.3              | 26          | 45             | 03 / 2                    |
| 가고시마현 | 鹿児島県, かごしまけん | 가고시마현 | 가고시마시        | 가고시마시   | 규슈     | 1,588,256  | 9,187.06   | 172.9              | 43          | 46             | 04 / 2                    |
| 오키나와현 | 沖縄県, おきなわけん   | 오키나와현 | 나하시            | 나하시       | 오키나와 | 1,467,480  | 2,282.59   | 642.9              | 41          | 47             | 04 / 2                    |

## 명칭
도도부현의 명칭은 원칙적으로 청사 소재지의 이름에서 기원한 것이었다. 다만 몇몇 이유로 청사 소재지의 이름과 다른 명칭을 취한 경우도 있는데 이는 청사가 위치한 도시와 군의 이름이 일치하지 않아 군의 이름을 취했거나 청사를 한 차례 옮겼거나 지금은 사라진 구의 이름을 취했기 때문이다. 홋카이도, 에히메현, 오키나와현은 도도부현의 명칭을 완전히 새로 만든 경우에 해당한다.
1888년 이래 도도부현의 명칭이 변경된 적은 없다. 지금에 와선 도도부현을 생략한 표현은 도시보단 도도부현을 가리키는 경우가 일반적인데 예를 들어 아오모리의 경우 아오모리시보단 아오모리현을 가리키는 경우가 보다 일반적이다.
청사 소재지의 이름을 도도부현의 명칭으로 삼은 것은 「부번현 3체제의 명명 규칙」이 폐번치현 이후에도 유지되었기 때문인 것으로 추정한다. 에도 시대에는 번의 이름을 짓기 위한 별도의 방침이 없었기에 조카마치의 이름을 따오거나 율령국과 같은 광역 지명을 사용하거나 심지어 번주의 성을 번의 이름으로 칭하기도 했다. 그러던 것이 부번현 3체제가 성립한 이후부터 청사 소재지의 이름을 도도부현의 명칭으로 사용하는 방법만이 사용되기 시작했다.
폐번치현 직후 단행된 제1차 부현통합과 그 이후에 도도부현의 명칭을 도시명에서 군명으로 바꾼 사례가 다수 있는데 개칭 이유는 불분명하다. 보신 전쟁 당시 정부군에 협조했는지 정부군을 적대했는지를 표시하기 위해 정치적 의사를 가지고 단행했다는 설이 있지만 여러 반론이 있다.
제1차 부현통합 이후 청사 소재지가 바뀌지 않았는데도 도도부현의 명칭이 바뀐 사례는 극히 소수에 불과하다. 통폐합된 도도부현도 청사 소재지에서 유래한 도도부현의 명칭을 그대로 계승했다. 이에 대한 예외 사례로는 이시즈치현와 가미야마현이 합병해 에히메현이 탄생한 것과 시라카와현으로 명명했던 것을 원칙을 좇아 구마모토현으로 개칭한 것 정도다. 또한 폐지되었던 니카와현, 아스와현, 묘도현이 부활할 때 도야마현, 후쿠이현, 도쿠시마현으로 다른 명칭을 취한 사례도 있다.
제2차 부현통합 이후에는 청사 소재지를 이전하거나 청사가 위치한 도시가 합병된 경우를 제외하곤 도도부현의 명칭이 바뀐 사례는 없다.

### 생략 표현
도도부현을 언급할 때 도부현은 생략하고 말하는 경우가 많지만 홋카이도는 도를 생략할 수 없다. 이는 도부현은 행정기관의 종별을 나타내는 표현이지만 도(道)는 행정기관의 종별이 아니라 홋카이도 자체가 하나의 지명이고 행정기관명이기 때문이다.
신문처럼 지면에 한계가 있어 문자 수를 줄일 필요가 있을 때에는 아예 한 글자만 남기기도 한다. 구마모토에서 왔다는 표현은 来熊라고 하며 오사카에 돌아갔다는 표현은 帰阪라고 하는 식이다. 보통 도도부현 명칭의 앞글자를 따오지만 뒷글자를 따오기도 하며 완전히 다른 글자로 대체하는 경우도 많다.

### 영문 번역
도도부현을 영어로 번역할 때 prefecture를 주로 사용한다. 하지만 이는 중앙정부에서 파견된 지사(prefect)가 통치하는 관할 범위라는 어감을 주기 때문에 전전과 달리 주민 직선제가 이루어지는 전후에는 어울리지 않는 표현이란 지적이 많지만 관례상 여전히 사용되고 있다. 홋카이도는 전전엔 prefecture를 사용했지만 현재에는 Hokkaido로 표기하는 경우도 많다. 도쿄도는 prefecture와 함께 metropolis도 주로 사용한다.

## 상징
많은 도도부현에서 도도부현기, 도도부현장과 같은 상징물을 제정해 사용하고 있다. 이들은 도도부현에서 설치한 각종 시설물에 부착되거나 표식으로 활용된다. 그 외에도 도도부현을 상징하는 꽃, 나무, 새 등도 정해진 경우가 많으며 물고기나 짐승을 규정한 사례도 있고 노래, 기념일, 마스코트 등도 있다.

## 같이 보기
- 도도부현청 소재지
- 도도부현의 인구 목록
- 도도부현의 면적 목록
- 도도부현기
- 도도부현장
- 도도부현 민가
- 일본의 지방
- 율령국
- 일본의 도주제 논의
- 일본의 행정 구역
- 지방공공단체
- 시정촌
- 특별구
- 오기칠도